# Farsta gård

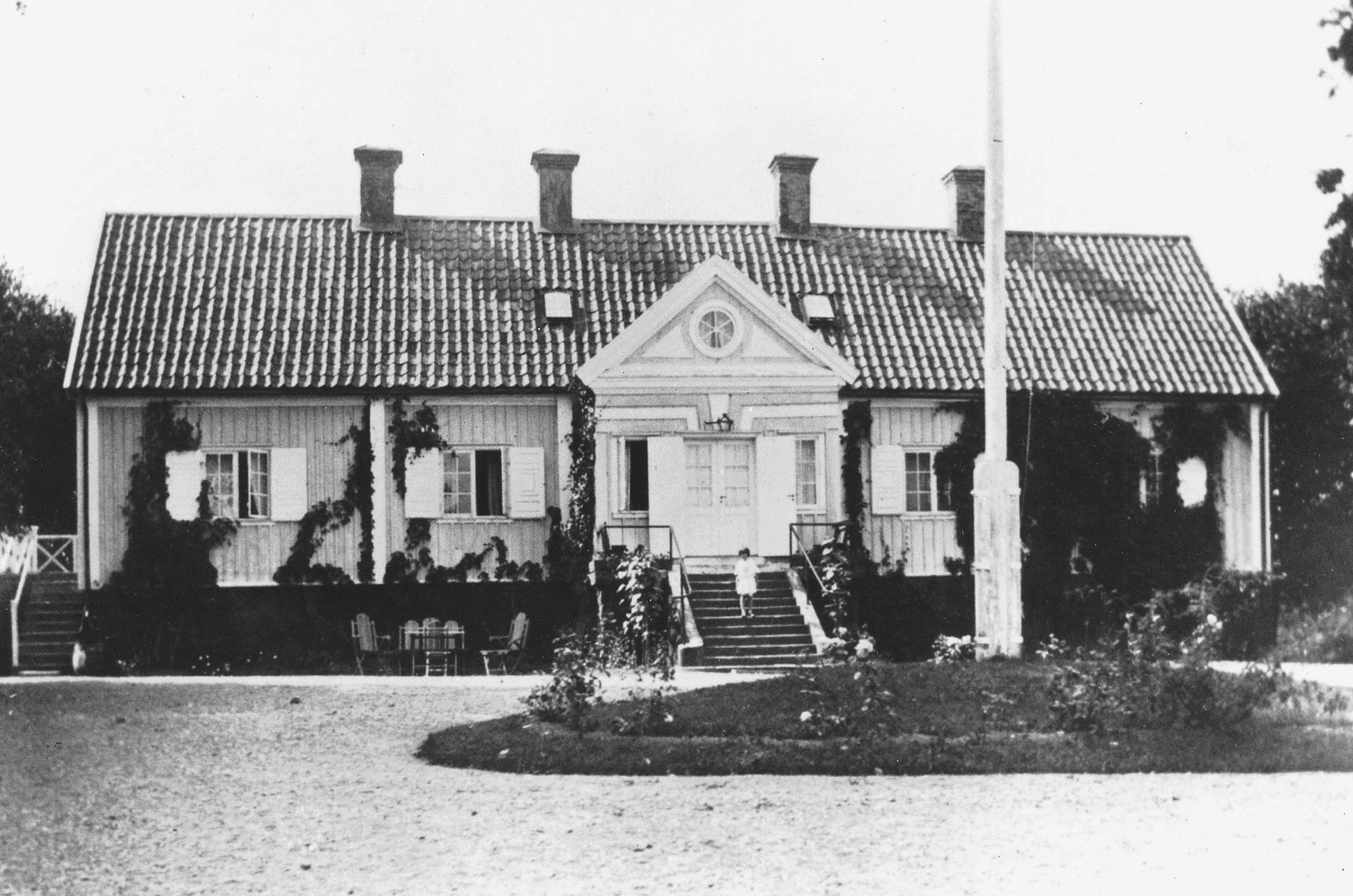
Farsta gårds huvudbyggnad, 1920-tal.

Farsta gård är en äldre herrgård och tidigare säteri med rötter från 1300-talet, belägen vid sjön Magelungen i stadsdelen Farsta Strand i Söderort i Brännkyrka socken i Stockholms kommun.

## Historik
Farsta gård finns omnämnd i ett pergamentsbrev från 1384, då Bo Jonsson Grip stod som ägare. Gårdens ägor omfattade de nuvarande stadsdelarna Fagersjö, Hökarängen, Larsboda, Farsta, Farstanäset, Farsta Strand och Sköndal väster om Perstorpsvägen. 
Den nuvarande huvudbyggnaden i karolinsk stil uppfördes troligen på 1680-talet av dåvarande ägaren, en ättling till riksrådet Johan Skytte. Dess två rödfärgade flyglar användes en tid som spannmålsmagasin och stallet uppfördes 1744–1745. Den ståtliga spisomfattningen i huggen kalksten i salen som är daterad 1643 och har vapensköldarna för ätterna Soop och Oxenstierna är inte ursprunglig i byggnaden. Sköldarna och årtalet kan passa in på Johan Oxenstierna och Christina Soop. I så fall är spisomfattningen huggen i Stockholm och troligen avsedd för Stjärnsunds slott i Närke som just då stod färdigt. Kanske den aldrig kom att transporteras till denna byggplats utan omsider hamnade i familjens hus i Stockholm och när detta byggts om nedmonterats och återanvänts på Farsta gård.[källa behövs]
Från år 1901 började området, som då fortfarande låg utanför Stockholm i Brännkyrka landskommun, att exploateras för villabebyggelse under namnet Södertörns villastad. Initiativtagare var två grosshandlare som tillsammans förvärvat egendomen Farsta 1897, ett landområde som då bestod av 2000 tunnland. Affärerna gick inte bra och 1912 förvärvade Stockholms stad bolagets landområden som inkorporerades 1913.
Farsta gård renoverades under 1970-talet. Den äges idag av Stockholms stad genom AB Stadsholmen och användes bland annat som servering och uthyres i samband med fester. Farsta gårds byggnader är blåmärkta av Stadsmuseet i Stockholm vilket innebär "att bebyggelsen bedöms ha synnerligen höga kulturhistoriska värden".

## Bilder, Farsta gård

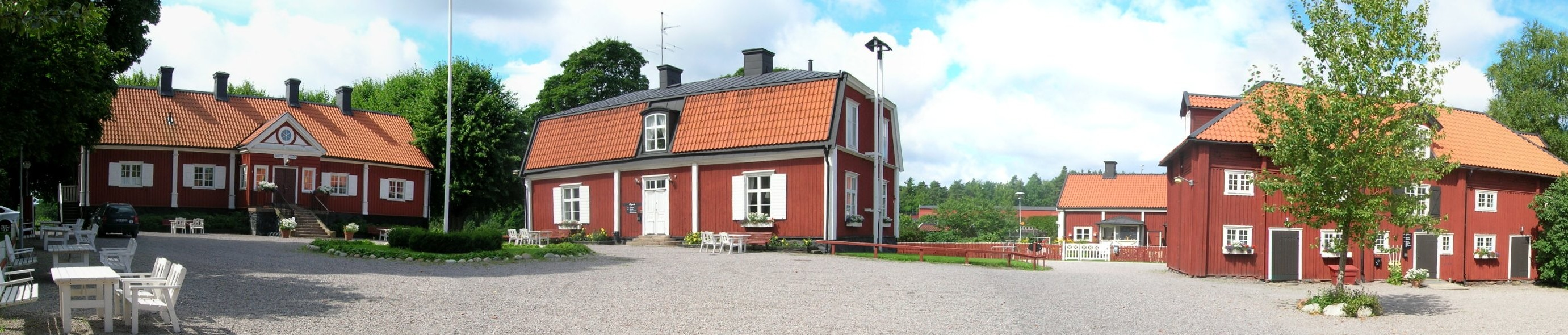
Farsta gård, huvudbyggnad (till vänster) och västra flygelbyggnad.

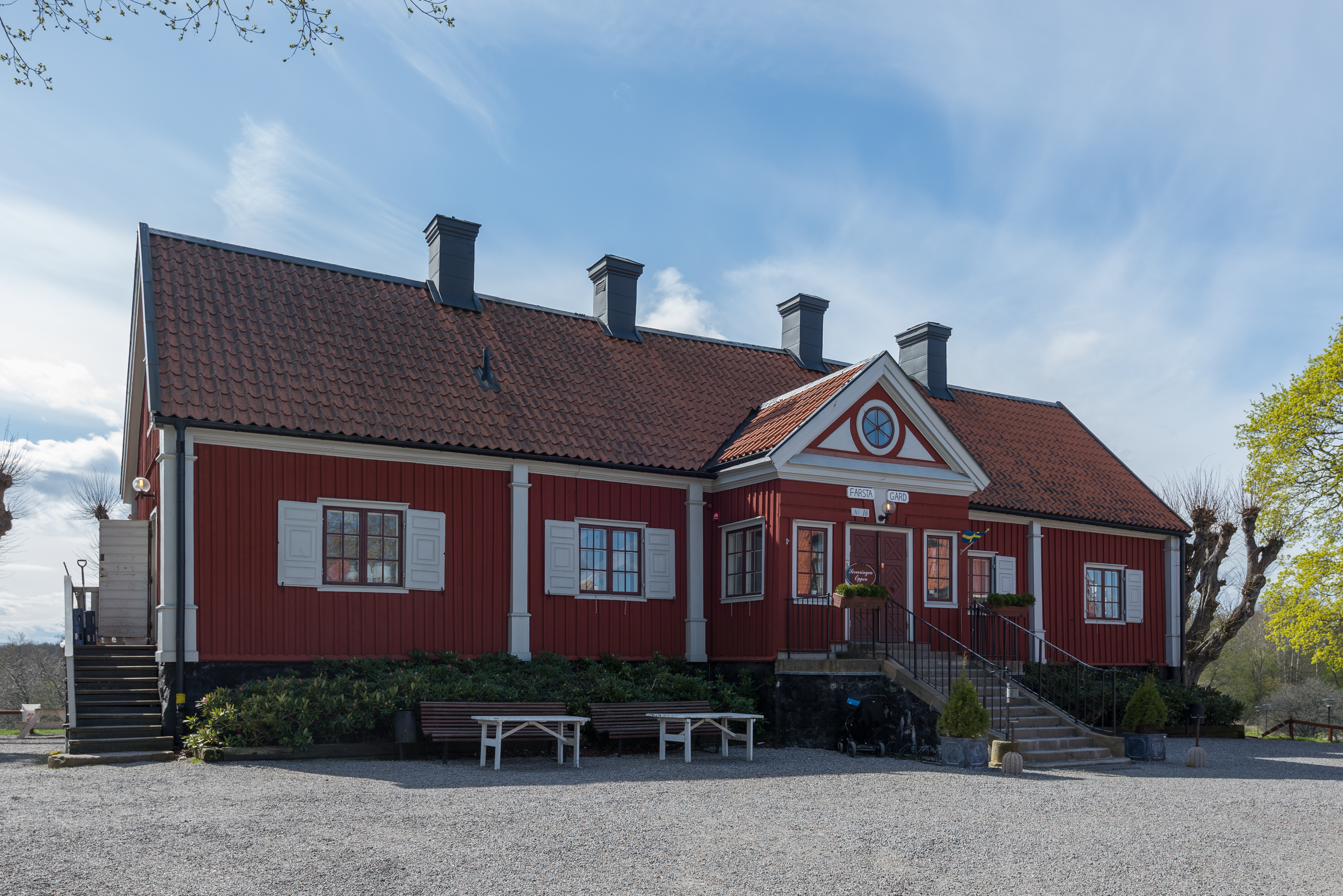
Huvudbyggnaden, fasad mot norr
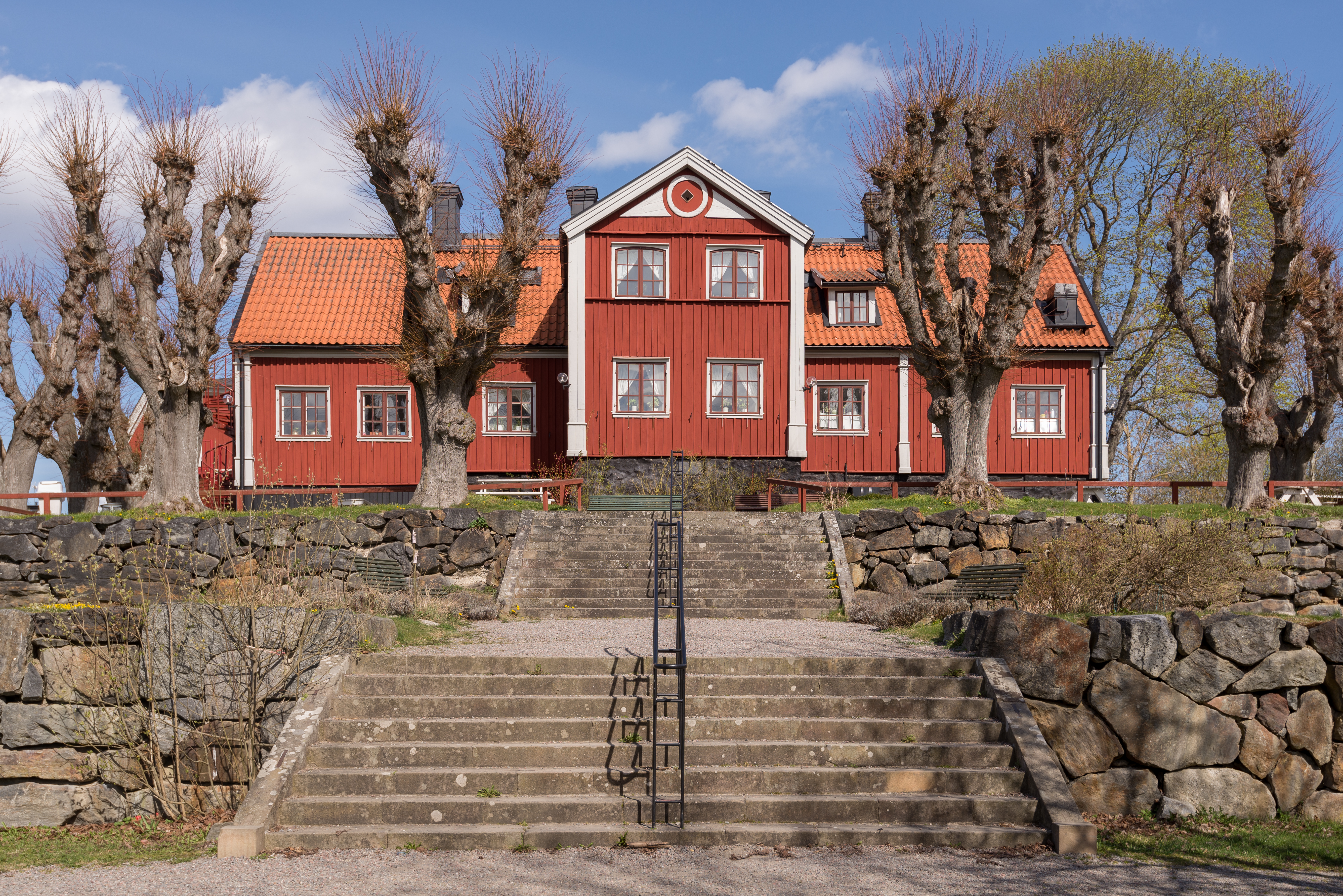
Huvudbyggnaden, fasad mot syd
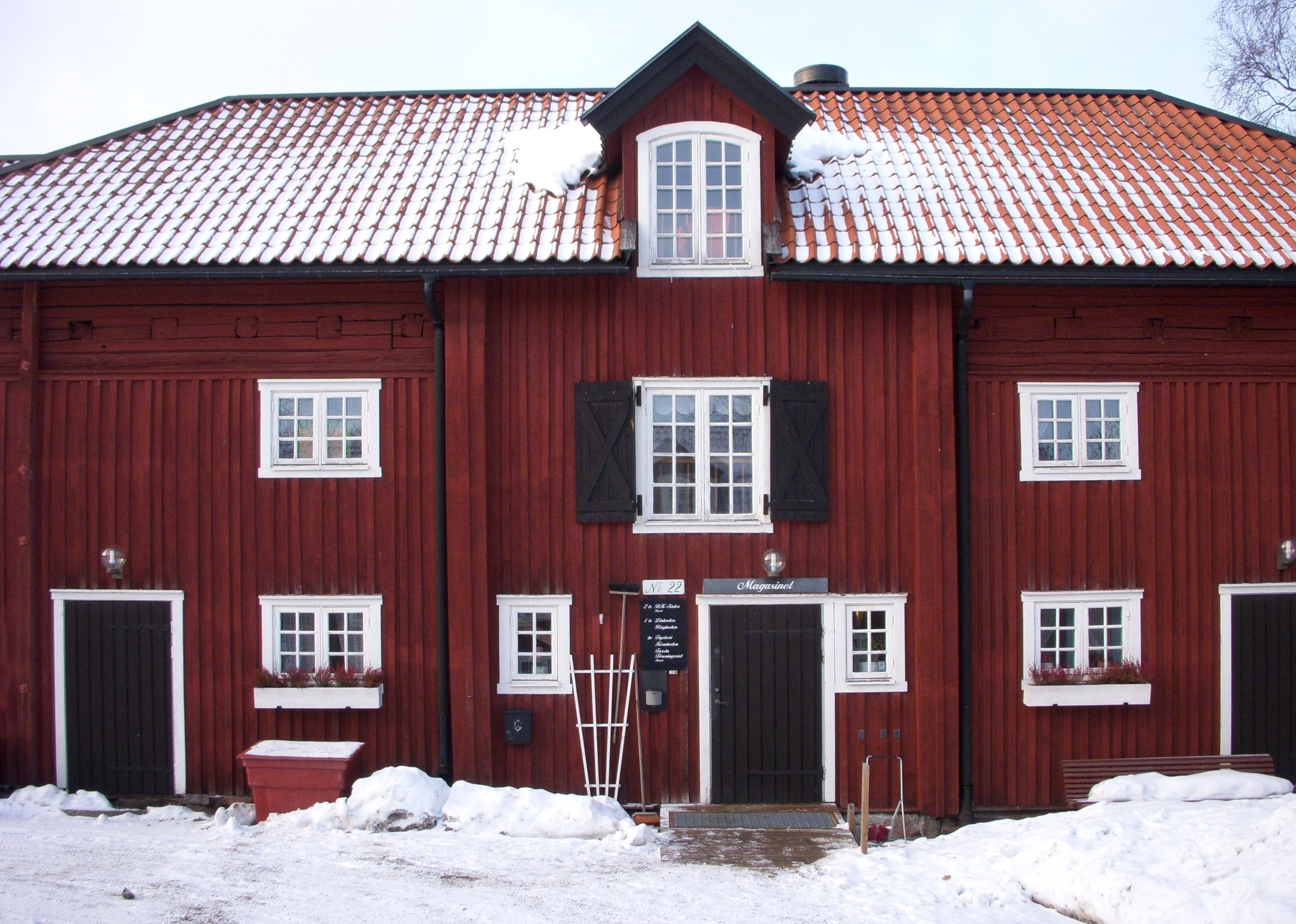
Magasinsbyggnad
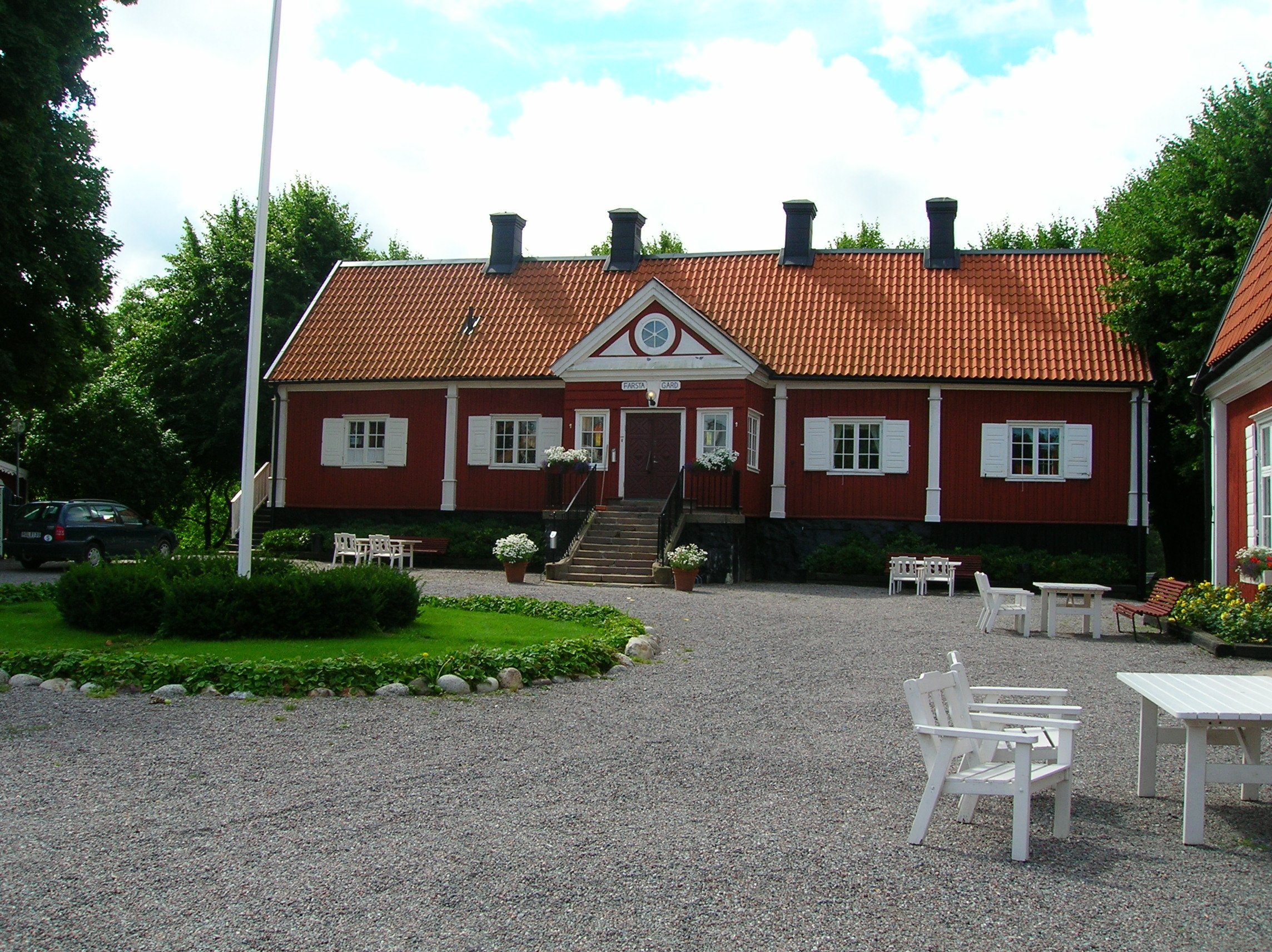
Huvudbyggnaden, fasad mot norr

## Farstas torp och gårdar
Flera torp och gårdar lydde under Farsta, däribland Larsbodatorpet, Burmanstorp, Forsens gård, Hökarängens gård, Eklunds gård, Starrmyran, Bergholm och Lugnet. Starrmyran, Bergholm och Lugnet låg i norra delen av Farstas ägor där idag stadsdelen Hökarängen finns. Eklunds gård låg i dagens Sköndal. Av alla dessa torp och gårdar finns idag bara Hökarängens gård och Larsbodatorpet kvar.

## Farstas torp och gårdar (urval)

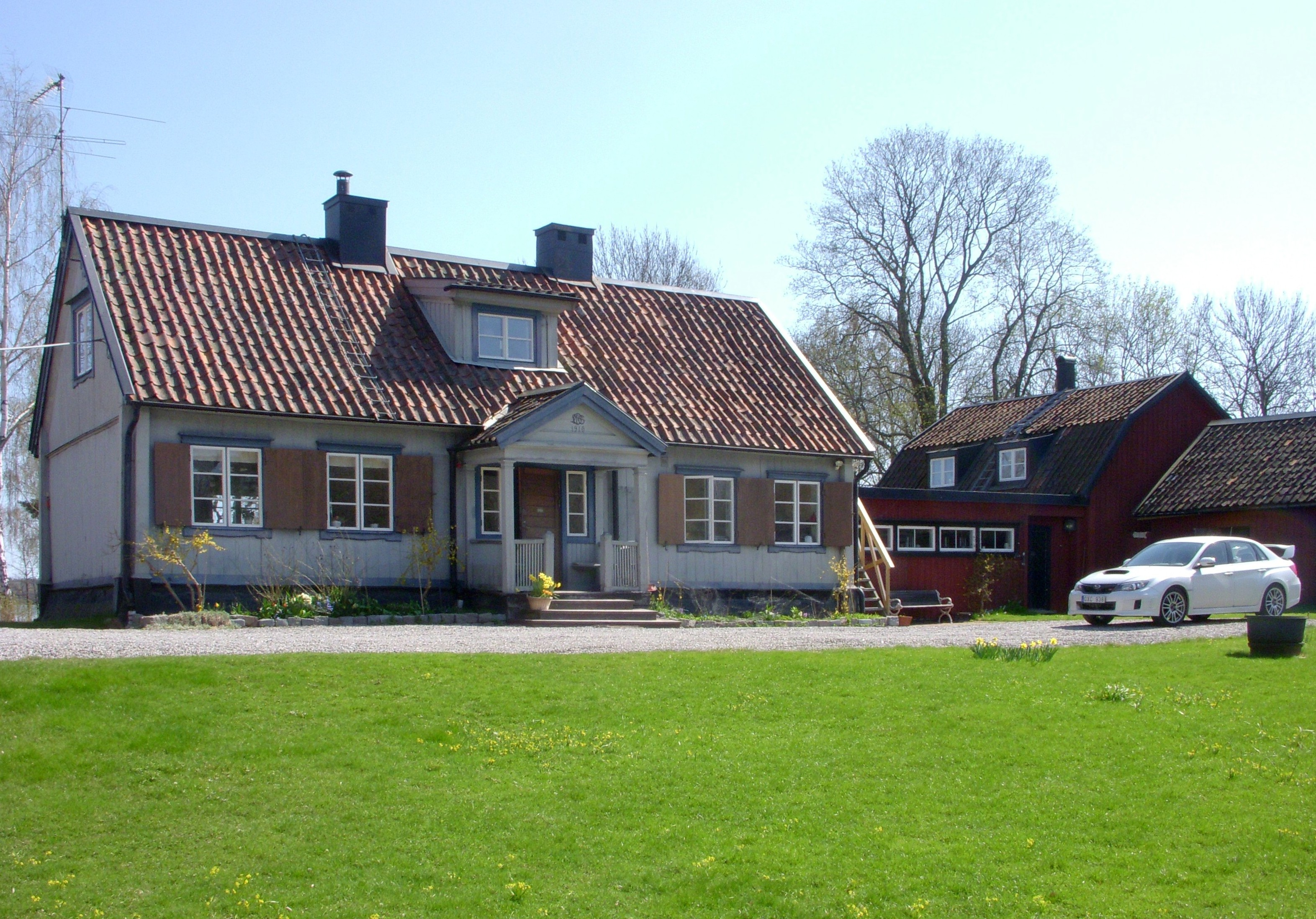
Hökarängens gård
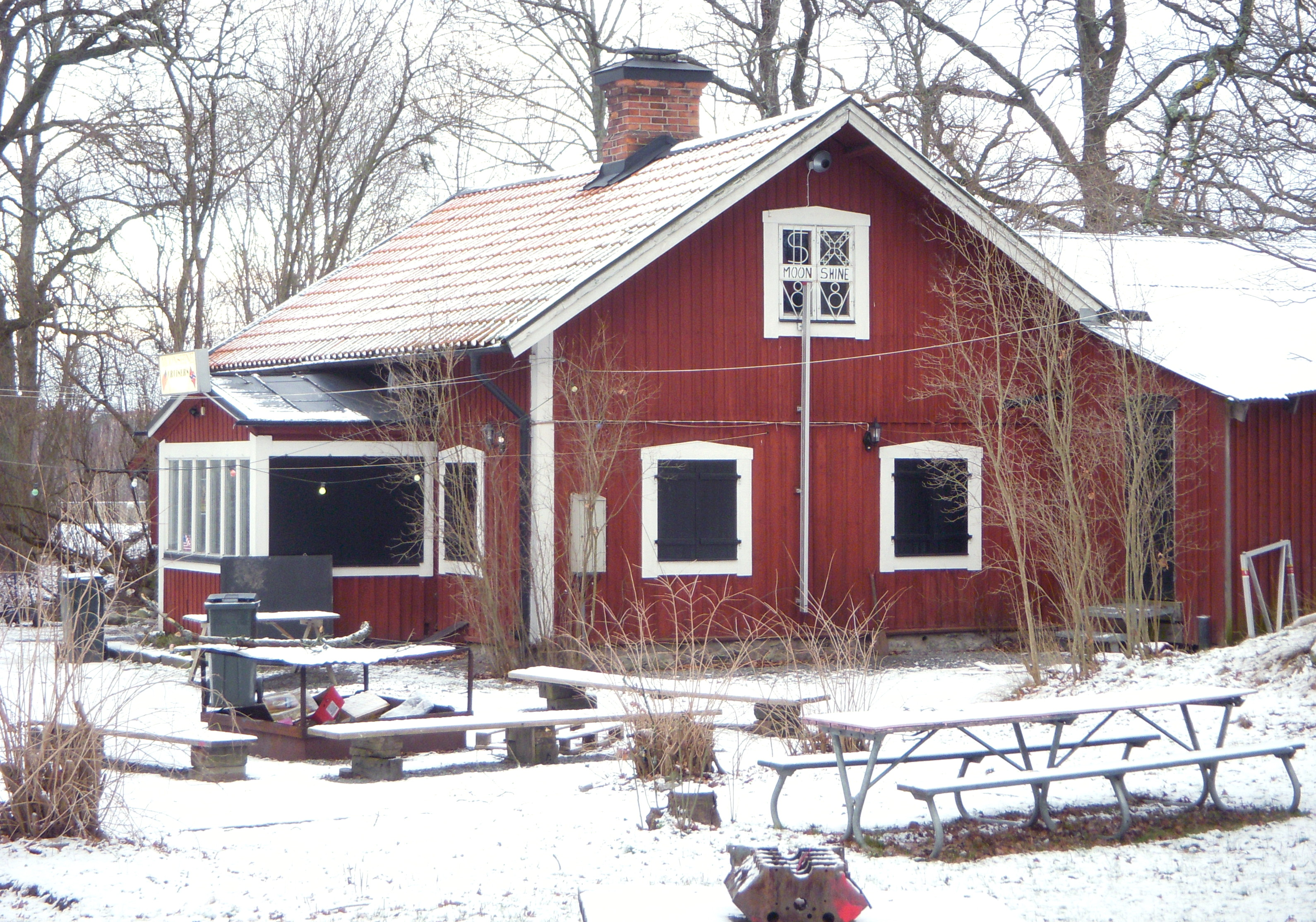
Larsbodatorpet
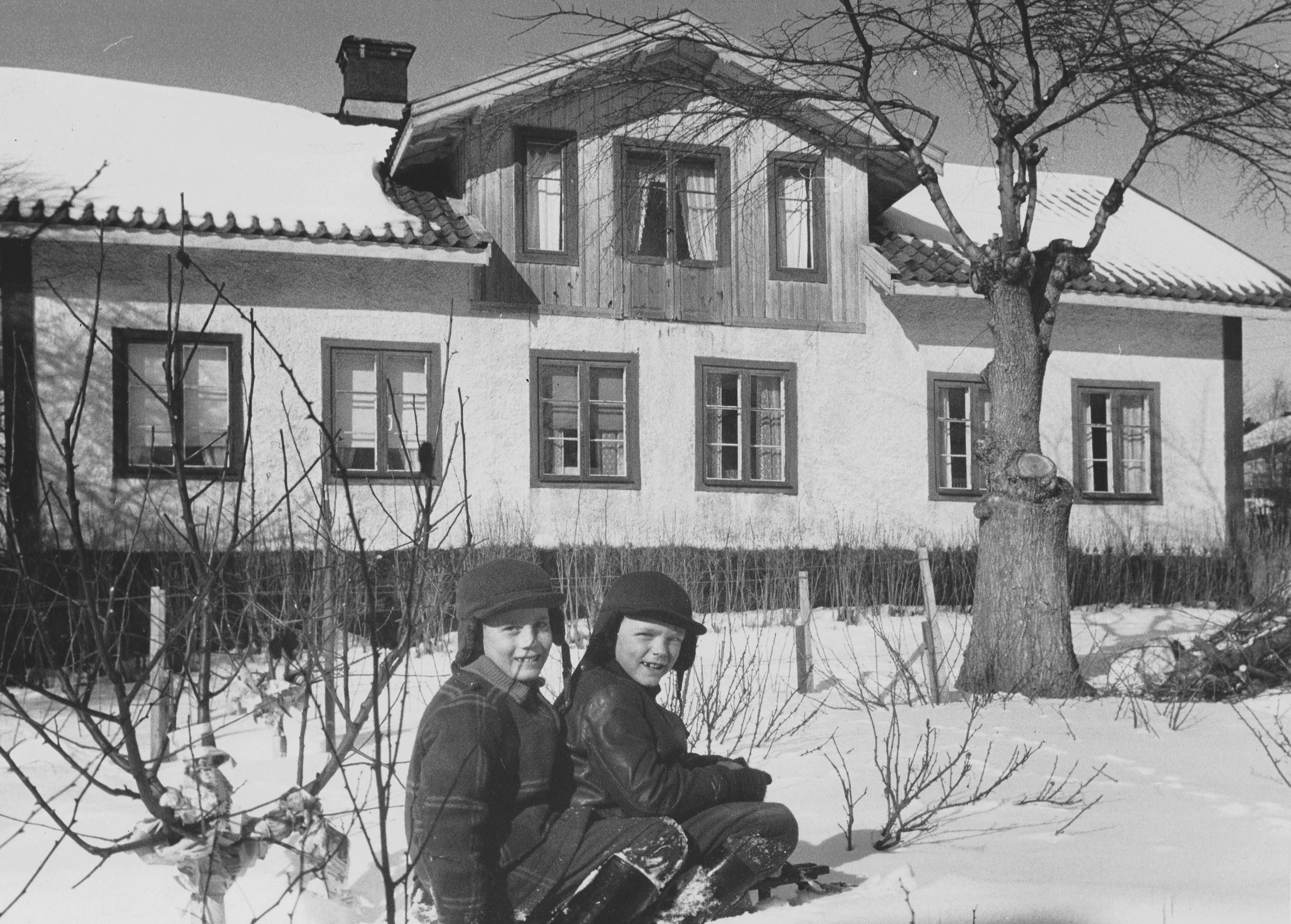
Eklunds gård (revs i slutet av 1950-talet)
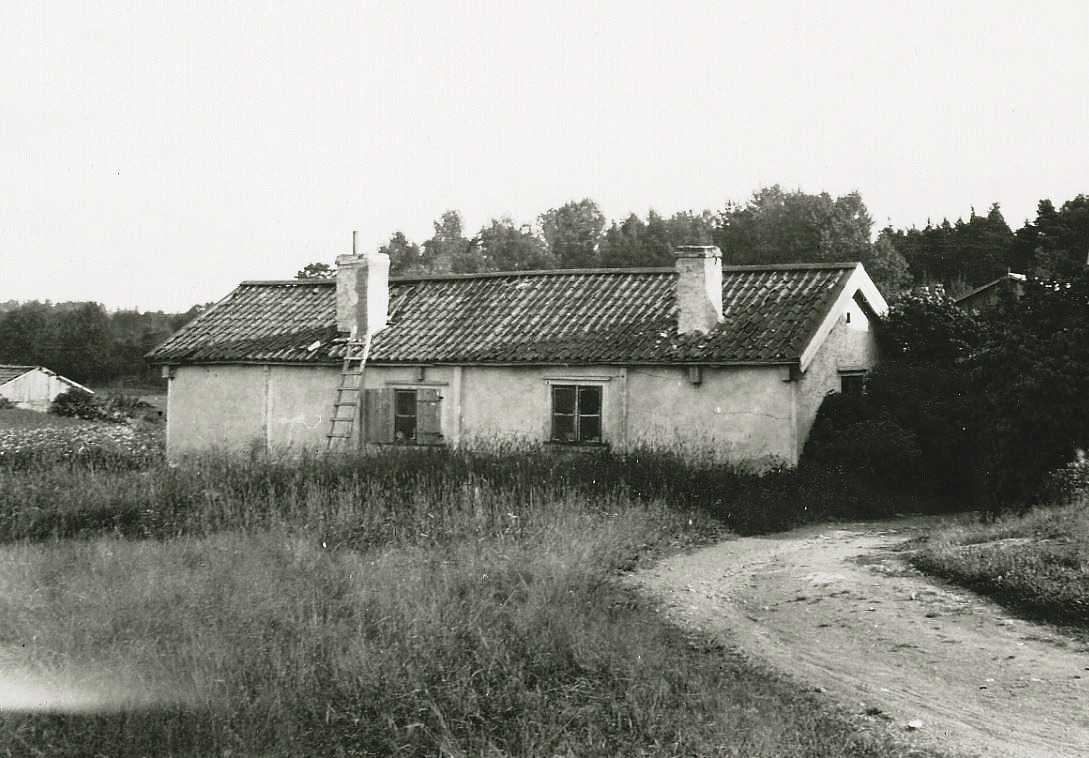
Starrmyran (revs i slutet av 1940-talet)

## Runsten Sö 290
Strax intill står den enda bevarade runstenen i Söderort, Sö 290. Den restes på tusentalet och har följande inskrift: Tore och Sven lät resa stenen åt Vinut, sin broder Helgas son. Samma personer lät även resa stenen Sö 301 som står på södra sidan om Magelungen i närheten av Norrån.